# Nazcaplaat

Tektonische platen en hun bewegingsrichtingen op Aarde

De Nazcaplaat is een tektonische plaat die zich bevindt ten westen van Zuid-Amerika in de Grote Oceaan.
De Nazcaplaat heeft in het noorden en westen divergente plaatgrenzen met de Pacifische en de Cocosplaat. In het oosten heeft de plaat een convergente plaatgrens met de Zuid-Amerikaanse Plaat.

## Naamgeving
De plaat is genoemd naar de provincie Nazca en de Nazcalijnen in Peru.

## Oorsprong
De Nazcaplaat is, net als de Cocos- en Juan de Fucaplaat ontstaan uit de Farallonplaat.
De grote Chileense aardbeving van 1960 werd veroorzaakt door subductie van de Nazcaplaat onder de Zuid-Amerikaanse Plaat.